# Saint-Félix (Haute-Savoie)
Saint-Félix [sɛ̃ feliks] ist eine französische Gemeinde im Département Haute-Savoie in der Region Auvergne-Rhône-Alpes.

## Geographie
Saint-Félix liegt auf 380 m, in der Nähe von Rumilly, etwa 17 Kilometer südwestlich der Stadt Annecy (Luftlinie). Das Dorf erstreckt sich im südwestlichen Albanais, im Alpenvorland, am östlichen Rand der breiten Senke, welche das Becken von Rumilly mit dem Lac du Bourget verbindet.
Die Fläche des 6,60 km² großen Gemeindegebiets umfasst einen Abschnitt des Albanais. Der Hauptteil des Gebietes wird von der rund 3 km breiten Talsenke eingenommen, die sich von Rumilly südwärts in die Gegend von Aix-les-Bains fortsetzt. Nördlich von Saint-Félix befindet sich die Talwasserscheide (auf 364 m), so dass fast das gesamte Gemeindegebiet durch die Deisse nach Süden zum Lac du Bourget entwässert wird. In der früher vermoorten Talebene befindet sich der Weiher Étang de Crosagny. Nach Osten erstreckt sich das Gemeindeareal auf die angrenzenden Hänge. Auf dem Höhenrücken von Héry wird mit 580 m die höchste Erhebung von Saint-Félix erreicht.
Zu Saint-Félix gehören neben dem eigentlichen Ortskern auch mehrere Weilersiedlungen und Gehöfte, darunter: 
- Mercy (380 m) östlich des Étang de Crosagne
- Chamossat (480 m) auf einem Vorsprung oberhalb des Dorfes
- Blanly (440 m) auf dem Plateau östlich der Talsenke

Nachbargemeinden von Saint-Félix sind Marigny-Saint-Marcel im Norden, Alby-sur-Chéran und Héry-sur-Alby im Osten, Chainaz-les-Frasses und Saint-Girod im Süden sowie Albens und Bloye im Westen.

## Geschichte
Das Gemeindegebiet von Saint-Félix war bereits während der Römerzeit besiedelt, was anhand verschiedener Spuren nachgewiesen werden konnte. 
Seit 1396 bildete Saint-Félix eine Pfarrei, die vom Priorat Droisse in Mognard abhängig war. Im Jahre 1860 wurde Saint-Félix vom Kanton Albens im Département Savoie abgetrennt und dem neu geschaffenen Kanton Alby-sur-Chéran im Département Haute-Savoie eingegliedert.

## Sehenswürdigkeiten

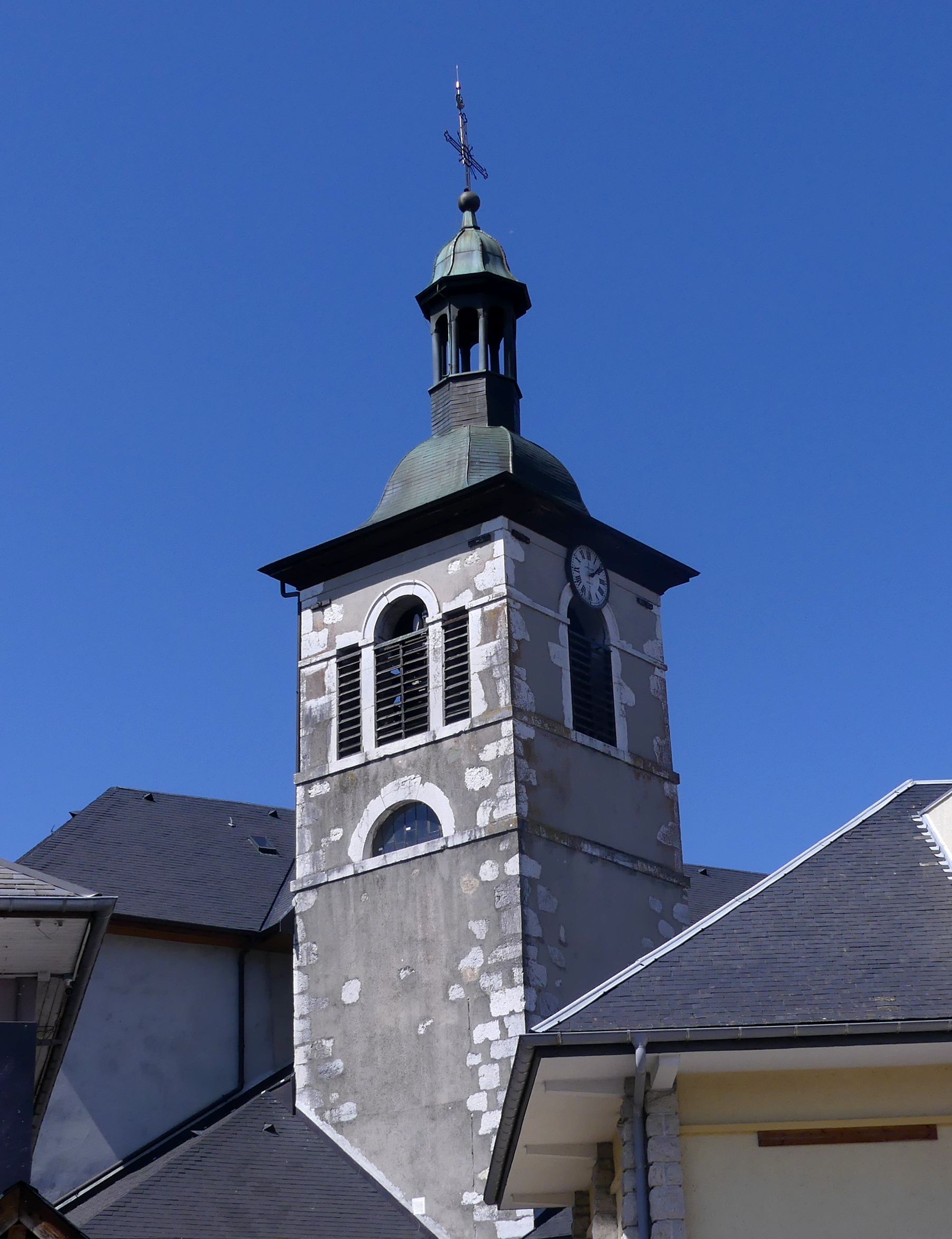
Turm der Kirche Saint-Félix

Die Pfarrkirche Saint-Félix wurde 1854 im Stil der Neugotik erbaut. Von den profanen Bauwerken sind die Schlösser von Lignière und Malagny, die Herrschaftshäuser von La Sauffraz (mit Wandmalereien aus dem 16. Jahrhundert), Blanly, Bery und La Chapelle sowie die ehemalige Mühle (im 17. Jahrhundert erbaut) beim Étang de Crosagny zu erwähnen.

## Bevölkerung
| Jahr                       | 1962 | 1968 | 1975 | 1982 | 1990 | 1999 | 2006 | 2018 |
| Einwohner                  | 950  | 1080 | 1190 | 1224 | 1356 | 1617 | 2017 | 2438 |
| Quellen: Cassini und INSEE |      |      |      |      |      |      |      |      |

Mit 2438 Einwohnern (Stand 1. Januar 2022) gehört Saint-Félix zu den kleineren Gemeinden des Départements Haute-Savoie. Seit Beginn der 1960er Jahre wurde dank der attraktiven Wohnlage eine kontinuierliche Bevölkerungszunahme verzeichnet, die sich in den letzten Jahren noch deutlich verstärkte. Die Zahlen basieren auf den Daten von Cassini und INSEE.

## Wirtschaft und Infrastruktur
Saint-Félix war lange Zeit ein vorwiegend durch die Landwirtschaft geprägtes Dorf. Daneben entwickelten sich seit den 1950er Jahren das Klein- und Mittelgewerbe. Zu den wichtigen Betrieben des Ortes gehören eine Käserei und ein Unternehmen des Baugewerbes. Mittlerweile hat sich das Dorf auch zu einer Wohngemeinde entwickelt. Viele Erwerbstätige sind Wegpendler, die in den größeren Ortschaften der Umgebung und im Raum Annecy ihrer Arbeit nachgehen.
Die Ortschaft ist verkehrsmäßig gut erschlossen. Sie liegt an der Hauptstraße N201, die von Annecy nach Chambéry führt. Weitere Straßenverbindungen bestehen mit Marigny-Saint-Marcel, Héry-sur-Alby und Saint-Girod. Der nächste Anschluss an die Autobahn A41, welche das Gemeindegebiet durchquert, befindet sich in einer Entfernung von rund 4 km.

## Persönlichkeiten
- Félix Dupanloup (1802–1878), Publizist und römisch-katholischer Geistlicher, Bischof von Orléans 1849–1878